# Mare Undarum
Mare Undarum (tiếng latinh: Biển Sóng) là một biển của Mặt Trăng gồ ghề, nằm ở ngay phía bắc của Mare Spumans trên bề mặt quay về phía Trái Đất, giữa hố trũng Firmicus và rìa phía đông. Đây là một trong nhiều hồ ở độ cao trong lưu vực Crisium, bao quanh Biển Crisium. Tọa độ Mặt Trăng của biển này là 6,8° vĩ bắc, 68,4° kinh đông, và có một đường kính tối đa là 243 km.
Vật liệu ở lưu vực chung quanh là từ Kỷ Nectaris, còn basalt của biển là từ Kỷ Imbrium Muộn. Hố trũng Dubyago có thể nhìn thấy ở cạnh phía nam của biển này. Ở cạnh phía đông bắc của biển là hố trũng Condorcet P.
Khi nhà thiên văn học Mädler (1794-1874) quan sát khu vực này vào thập niên 1830, ông thấy có những biến đổi trong các sọc tối cong tạo thành biển này, khiến ông suy đoán rằng các biến đổi đó là do thực vật gây ra (nhưng không đúng).

## Trong truyện hư cấu
Mare Undarum là vị trí đặt bệ phóng máy bay số 2 trong tiểu thuyết khoa học viễn tưởng The Moon is a Harsh Mistress của Robert A. Heinlein. Vị trí chính xác của bệ phóng máy bay được giữ bí mật và là "Một vấn đế an ninh quốc gia của Mặt Trăng."